# S/2003 J 2
S/2003 J 2는 목성의 역행 불규칙 위성으로, 2003년 하와이 대학교 마노아의 연구 팀이 발견했다. 2018년 기준으로, S/2003 J 2는 목성의 위성 중 가장 바깥에 위치한다.
S/2003 J 2은 2003년 발견된 이후 재관측이 이루어지지 못하고 있어 현재 잃어버린 상태로 간주되고 있다.

## 명칭
S/2003 J 2는 임시 명칭으로, 국제천문연맹에서 발견 확인 직후에 부여한 명칭이다. "S/2003"은 이 천체가 2003년에 발견한 위성임을, "J 2"는 그 해에 목성에서 발견된 2번째 천체임을 가리킨다. 재관측이 이루어지지 못하였기 때문에, 아직 정식 명칭은 부여되지 않았다.

## 궤도
S/2003 J 2는 2018년 현재 목성에서 가장 멀리 떨어진 위성이며, 목성을 한 번 도는 데 982일, 2.69년이 걸린다. S/2003 J 2의 궤도 긴반지름은 0.20 AU에 달하며, 목성의 힐 권 경계(0.35 AU) 안에 걸친다. 역행 위성의 경우 힐 권의 경계 안에 궤도가 3분의 2 이상 걸치면 궤도가 안정하게 유지되기 때문에, S/2003 J 2 바깥에서 위성이 더 발견될 가능성이 있다.
S/2003 J 2은 파시파에 군에 속하리라 추정되지만, 확실하지는 않다.

## 물리적 성질
S/2003 J 2의 반사율을 0.04로 어림하면 지름의 추정치는 2 km가 된다. 주 구성성분은 규산염 광물일 가능성이 높다.